# 喜歡你 (關·史蒂芬妮歌曲)
《喜欢你》是美国歌手關·史蒂芬妮的一首歌曲，收录于其第三张个人录音室专辑《真心话》中。歌曲由新视镜正式发行为專輯的第2支單曲，其于2016年2月12日发行至数位下载，并于2月16日分布至美国的當代流行電台。歌曲由马蒂亚斯·萊森和罗宾·弗雷德里克松制作，并
.由史蒂芬妮、萊森、弗雷德里克松、贾斯汀·特蘭特和茱莉亞·麥可斯创作。《喜欢你》是一首流行和迪斯科歌曲。

## 音乐录影带

### 背景与发展
2016年2月15日，《喜欢你》的音乐录影带在加州柏本克开始拍摄。其大部分拍摄于华纳兄弟的第58届格莱美奖现场直播。